# Warren Murphy
Pour les articles homonymes, voir Murphy.
Œuvres principales
- Série L'Implacable

Warren Murphy, né le 13 septembre 1933 à Jersey City (New Jersey) et mort le 4 septembre 2015 à Virginia Beach (Virginie), est un écrivain américain, auteur de la série L'Implacable.

## Biographie
Auteur prolifique, il débute en 1971 avec Richard Sapir la série L'Implacable.  Le personnage principal est Remo Williams, un jeune policier condamné à mort qui, après un simulacre d'exécution sur une chaise électrique truquée, se retrouve aux ordres d'une organisation secrète qui lutte contre la mafia américaine et autres groupes criminels. Écrite pendant dix ans avec Richard Sapir, il la continue avec d'autres collaborateurs, Molly Cochran (son épouse), Robert J. Randisi, Will Murray, Ed Hansburger, James Mullaney. Cette série compte plus de cent cinquante volumes. Le premier, Created, the Destroyer est publié dans la collection Série noire et réédité sous le titre Implacablement vôtre chez Plon dans une collection portant le nom de la série et où paraissent les autres romans de la série.
Il est également l'auteur en 1979 avec Frank Stevens de La Ville investie (Atlantic City), un « livre passionnant dans lequel une famille de la cité balnéaire d'Atlantic City, qui refuse de vendre son hôtel, affronte la mafia » selon Claude Mesplède. En 1984, avec Molly Cochran, il publie Le Grand Maître (Grandmaster) que Michel Lebrun compare à « un feuilleton démentiel à la Gaston Leroux ». Pour ce roman, il reçoit en 1985 le prix Edgar-Allan-Poe du meilleur livre de poche original. L'année suivante, il est à nouveau lauréat du même prix pour Pigs Get Fat, quatrième volume de la Série Trace.
En 1985, pour The Ceiling of Hell paru en 1984, il est lauréat du prix Shamus du meilleur livre de poche original. En 1999, pour la nouvelle Another Day, Another Dollar, il reçoit un nouveau prix Shamus.

## Œuvre

### Romans

#### SérieL'Implacablecoécrit avecRichard Sapir
- Created, the Destroyer (1971)
  - Le Guerroyeur, Série noire no 1515, (1972), réédition sous le titre Implacablement vôtre, Plon, (1977)

Pour les autres titres 

#### SérieRazoni & Jackson
- One Night Stand (1973)
- Dead End Street (1973)
- City on Heat (1973)
- Down and Dirty (1974)
- Lynch Town (1974)
- On the Dead Run (1975)

#### SérieDigger
- Smoked Out (1982)
- Fool's Flight (1982)
- Dead Letter (1982)
- Lucifer's Weekend (1982)

#### SérieTrace
- Trace (1983)
- 47 Miles of Rope (1984)
- When Elephants Forget (1984)
- Pigs Get Fat (1985)
- Once a Mutt (1985)
- Too Old a Cat (1986)
- Getting Up with Fleas (1987)

#### SérieGrandmastercoécrit avec Molly Cochran
- Grandmaster (1984)
  - Le Grand Maître, Carrère (1984)
- High Priest (1987)

#### SérieForever Kingcoécrit avec Molly Cochran
- The Forever King (1992)
  - Le Maître de l'éternité, J'ai lu (1994)
- The Broken Sword (1997)

#### SérieLegacycoécrit avec Gerald Welch
- Forgotten Son (2012)
- The Killing Fields (2013)
- Overload (2014)

#### Autres romans
- Leonardo's Law (1978)
- Atlantic City (1979) (coécrit avec Frank Stevens)
  - La Ville investie, Éditions de Trévise, (1981)
- The Red Moon (1982)
- The Ceiling of Hell (1984)
- Inside Sinanju (1985) (coécrit avec Richard Sapir)
- Remo: The Adventure Begins (1985) (coécrit avec  Richard Sapir )
- The Hand of Lazarus (1988) (coécrit avec Molly Cochran)
- The Sure Thing (1988)
- The Temple Dogs (1989) (coécrit avec Molly Cochran)
- Jericho Day (1990)
- Scorpion's Dance (1990)
- Destiny's Carnival (1991) (coécrit avec Mark Brownwood)
- Honor Among Thieves (1992)
- World without End (1996) (coécrit avec Molly Cochran)

### Ouvrages non fictionnels
- The Assassin's Handbook (1982) (coécrit avec  Richard Sapir )
- Destroyer World: The Assassin's Handbook II (2003) (coécrit avec James Mullaney)

### Nouvelles
- An Element of Surprise (1986)
- Another Day, Another Dollar (1999)

## Filmographie

### Adaptation au cinéma
- 1985 : Remo sans arme et dangereux (Remo Williams: The Adventure Begins), film américain, adaptation basée sur la série L'Implacable réalisée par Guy Hamilton

### Adaptation à la télévision
- 1988 : Remo Williams: The Prophecy, téléfilm américain, adaptation basée sur la série L'Implacable réalisée par Christian I. Nyby II (en)
- 1988 - 1989 : Murphy, l'art et la manière d'un privé très spécial, série télévisée américaine

### En qualité de scénariste
- 1975 : La Sanction (The Eiger Sanction), film américain réalisé par Clint Eastwood
- 1989 : L'Arme fatale 2 (Lethal Weapon 2), film américain réalisé par Richard Donner.